# Sedulio
Sedulio (in latino Sedulius; fl. V secolo) è stato un poeta romano cristiano, autore dell'influente Carmen paschale.

## Biografia
Le uniche informazioni attendibili sulla sua vita sono contenute nelle sue due lettere a Macedonio, da cui si apprende che all'inizio della sua vita si dedicò alla letteratura pagana, e che solo dopo si interessò a quella cristiana. In un commentario medioevale si afferma che visse in Italia.

## Opere
La sua fama è largamente dovuta al suo poema Carmen paschale, scritto su richiesta di Turcio Rufio Aproniano Asterio (console del 494), che lo pubblicò; è formato da cinque libri e da 1770 esametri, ed è un poema epico biblico sulla vita di Gesù Pascha nostrum. Sebbene sia basato sulla narrazione evangelica (principalmente i vangeli secondo Matteo e secondo Luca), dimostra una certa libertà di rielaborazione, ed è composto stilisticamente in imitazione di Virgilio, Ovidio, Lucano, Ausonio, Claudiano, Paolino da Nola e Prudenzio. Godette di un grande successo per secoli, divenendo presto una miniera di versi per poeti minori.
Un inno in onore di Cristo, composto da 23 quartine di dittici giambici, è stato parzialmente incluso nella liturgia, nelle prime sette quartine dell'inno natalizio A solis ortus cardine, e altri nell'inno dell'Epifania Hostis Herodes impie.
Si è anche conservato il suo Veteris et novi Testamenti collatio, mentre non vi sono prove che permettano di attribuire a Sedulio il centone virgiliano De verbi incarnatione.